# Alidis / Agenor
Pour les articles homonymes, voir Agenor.
Alidis / Agenor  sont deux centrales d'achat internationales communes aux sociétés de distribution européennes Centros Commerciales Ceco S.A. (Eroski), EDEKA Zentrale AG & Co (Edeka) et ITM Entreprise S.A (Les Mousquetaires).

## Caractéristiques communes
Les sièges sociaux de ces sociétés se trouvent à Genève (Confédération suisse). Les membres de ces centrales sont, en 2009, présents dans 9 pays et représentent 18 500 points de vente.

## Histoire

### Alidis
Fondée en 2002, Alidis (Alliance Internationale des Distributeurs) concrétise l'alliance alimentaire entre le groupe Eroski et Les Mousquetaires.
En 2005, le groupe Edeka rejoint l'alliance.
La structure Alidis est la propriété de ses membres et est spécialisée dans les produits de grande consommation. 

### Agenor
Fondée en 1997, cette centrale d'achat alimentaire européenne appartenant aux Mousquetaires travail dès 2002 pour le compte des membres de l'alliance Alidis.
En 2009, jusqu'alors propriété du groupement Les Mousquetaires, est désormais partagé entre les trois alliés au même titre qu'Alidis.